# Miantochora
Miantochora là một chi bướm đêm thuộc họ Geometridae.